# Livia Drusilla

Porträt Livias in Toulouse, Musée Saint-Raymond

Livia Drusilla (* 30. Januar 58 v. Chr.; † 29 n. Chr. in Rom), meist nur kurz Livia genannt, war die dritte Ehefrau des römischen Kaisers Augustus. Nach dessen Tod wurde sie Iulia Augusta genannt und trug als erste Römerin den kaiserlichen Titel Augusta. Von ihrem Enkel Claudius nach ihrem Tod zur Göttin erhöht, wurde sie ab 42 n. Chr. Diva Augusta genannt.
Im Jahr 38 v. Chr. heiratete Livia Drusilla unter Umständen, die viele Römer als skandalös empfanden, den Triumvirn Octavian, den späteren Augustus, der damals nach Marcus Antonius der zweitmächtigste Mann Roms war. Damit rückte sie ins Zentrum der militärischen und politischen Auseinandersetzungen jener Zeit. Der Aufstieg des jungen Caesar Oktavian vom Triumvir zum Princeps und damit mächtigsten Mann des römischen Reiches war auch ihr eigener. Dass die Ehe 52 Jahre bis zum Tode des Augustus hielt, war für die damalige Zeit außergewöhnlich, zumal Livia wegen einer mit schweren Komplikationen verbundenen Frühgeburt Augustus’ Wunsch nach einem Kind nicht erfüllen konnte. Daher war, auch wenn die Eheschließung von politischen Motiven bestimmt gewesen sein mag, für ihren Bestand gegenseitige Zuneigung und Respekt ausschlaggebend. Trotz oder wegen des stürmischen Beginns ihrer Verbindung war Livia auf ihren guten Ruf als Ehefrau und vorbildliche Mutter bedacht. Im Rahmen der augusteischen Propaganda der wiederhergestellten Republik wirkte sie seit 27 v. Chr. geradezu als lebende Inkarnation gesellschaftlicher und moralischer Erneuerung. Augustus würdigte diese Rolle durch Ehrungen, vor allem 9 v. Chr., und räumte ihr politischen Einfluss ein, denn er pflegte wichtige Fragen der Politik mit ihr zu besprechen und ihren Rat einzuholen. Von Livia stammen vier Kaiser ab: Sie war die Mutter des Tiberius, die Großmutter des Claudius, die Urgroßmutter Caligulas und die Ururgroßmutter Neros.

## Leben

### Herkunft und Familie
Am dritten Tag vor den Kalenden, dem Monatsbeginn des Februar 58 v. Chr. wurde Livia in Rom als Tochter des Marcus Livius Drusus Claudianus und der Alfidia geboren. Im Geburtsjahr Livias zählte der Januar noch 28 Tage, so dass sie wohl am 27. Januar zur Welt kam. Im Jahr 45 v. Chr. reformierte Caesar den römischen Kalender und fügte dem Januar drei Tage hinzu. Livia aber datierte ihren Geburtstag nicht neu, sondern blieb bei der Formulierung „am dritten Tag vor den Kalenden“. Dieser fiel nun im neuen Kalender auf den 30. Januar, der ihr offizielles Geburtsdatum wurde.
Livias Vater, Marcus Livius Drusus Claudianus, war ein gebürtiger Claudier und stammte aus dem alten patrizischen Geburtsadel. Vermutlich als Heranwachsender war er von Marcus Livius Drusus dem Jüngeren, dessen Ehe kinderlos geblieben war, in die Familie der Livier adoptiert worden. Diese waren zwar keine Patrizier, sondern Senatoren plebeischer Herkunft. Aber sie gehörten ebenso wie die Claudier zu den politisch aktiven Nobilitätsfamilien der Republik, die über Jahrhunderte zahlreiche Amtsträger gestellt hatten. So hatte sich Livias Großvater als Volkstribun im Jahr 91 v. Chr. zum Ziel gesetzt, den italischen Bundesgenossen Roms das römische Bürgerrecht zu verschaffen. Nach der Adoption führte Livias Vater den Namen seines Adoptivvaters Marcus Livius Drusus und fügte den Beinamen Claudianus an, der auf seine patrizische Herkunft hinwies. Wie es allgemein üblich war, erhielt seine Tochter, die nach der Adoption geboren wurde, den Familiennamen des neuen Geschlechts als Name: Livia, mit dem Beinamen in der zärtlichen Koseform Drusilla. Livias Mutter Alfidia gehörte der landstädtischen Munizipalaristokratie an. Claudianus dürfte sie wohl spätestens im März 59 v. Chr. nicht zuletzt wegen ihres Reichtums geheiratet haben.
Nach Caesars Tod 44 v. Chr. schloss sich Claudianus der Partei der Caesarattentäter an, trat 43 v. Chr. offen für Decimus Brutus ein und wollte ihm das Kommando über zwei Legionen verschaffen. Wegen dieser Parteinahme und um sein großes Vermögen einzuziehen setzten die Triumvirn Octavian, Marcus Antonius und Lepidus Ende Oktober 43 v. Chr. Claudianus auf die berüchtigten Proskriptionslisten. Mit ihnen erklärten sie ihre politischen Gegner als Staatsfeinde für vogelfrei und konfiszierten ihren Besitz zu Gunsten der eigenen Kriegskassen, um den Bürgerkrieg gegen die Caesarmörder erfolgreich beenden zu können. Claudianus blieb nur die Flucht in die Ostprovinzen, wo er sich dem Heer der Caesarmörder unter Befehl des Marcus Brutus und Gaius Cassius anschloss.

### Hochzeit mit Tiberius Claudius Nero 43 v. Chr.
Unter diesen schwierigen Umständen verheiratete er sein einziges Kind, Livia, mit Tiberius Claudius Nero, einem entfernten Verwandten. So konnte er seiner Tochter wenigstens einen Teil seines Vermögens in Form einer Mitgift übertragen. Livia war gerade 15 Jahre alt, während Claudius Nero wegen der an die Ämterlaufbahn gebundenen Altersstufen mindestens 26 Jahre älter als seine Frau gewesen sein muss.
Noch bevor Livia ihr erstes Kind zur Welt bringen konnte, beging ihr Vater Selbstmord: Zwei Monate vor ihrer Niederkunft war es im September 42 v. Chr. zur Doppelschlacht von Philippi gekommen, in der die Heere der Caesarmörder den Triumvirn Marcus Antonius und Octavian unterlagen. In seiner Verzweiflung über die Niederlage und ohne Hoffnung auf eine Zukunft stürzte sich Claudianus in seinem Zelt ins Schwert.
Am 16. November 42 v. Chr. brachte Livia auf dem Palatin, der bevorzugten Wohngegend der republikanischen Aristokratie in Rom, ihren ersten Sohn zur Welt. Er erhielt den gleichen Namen wie sein Vater, Tiberius Claudius Nero.

### Scheidung von Tiberius Claudius Nero und Hochzeit mit Octavian (39 v. Chr.)
Livias Ehemann hatte sich zunächst wie sein Vater den Caesarmördern angeschlossen, vollzog dann aber eine Kehrtwende und erwies sich den Triumvirn als nützlich. So vermied er, auf die Proskriptionsliste gesetzt zu werden, und schaffte im Jahr 42 v. Chr. sogar den Sprung in ein Prätorenamt. In dieser Funktion setzte er ganz auf Marcus Antonius, den mächtigsten Mann im Triumvirat, und unterstützte im Perusinischen Bürgerkrieg dessen Ziele. Nach der Niederlage der Parteigänger des Antonius floh Claudius Nero mit Livia und ihrem zweijährigen Sohn Tiberius vor dem siegreichen Octavian 40 v. Chr. zu Sextus Pompeius nach Sizilien, dann nach Griechenland zu Marcus Antonius. In Sparta fand die Familie schließlich Aufnahme und für einige Zeit eine sichere Zuflucht, denn die Spartaner gehörten zur Klientel der Claudier und waren der Familie des Claudius Nero zu Hilfeleistungen verpflichtet.
In der zweiten Hälfte des Jahres 39 v. Chr. konnte Livia mit ihrem Gatten und ihrem Sohn nach Rom zurückkehren, nachdem die Triumvirn sich untereinander versöhnt und mit Sextus Pompeius im Vertrag von Misenum Frieden geschlossen hatten. Es spricht einiges dafür, dass Livia und Octavian am 23. September 39 v. Chr. in dessen Haus zum ersten Mal zusammentrafen. Der Triumvir ließ in diesem Jahr mit großem Aufwand seinen 24. Geburtstag feiern, weil er ihn mit dem Fest der Bartschur verband. Aus diesem Anlass veranstaltete er in aller Öffentlichkeit ein Bankett. Als er bei diesem Fest Livia begegnete, verliebte er sich in sie.
Kurz zuvor hatte er nach kaum einjähriger Ehe seiner zweiten Frau Scribonia den Scheidungsbrief zustellen lassen. Skandalös daran war, dass er genau an dem Tag bei ihr eintraf, als das erste gemeinsame Kind, Iulia, geboren wurde. In seinen „Memoiren“ rechtfertigte sich Augustus später damit, dass er sich zur Scheidung entschlossen habe, „durch und durch angeekelt von ihrem verkommenen Charakter.“
Im Oktober 39 v. Chr. bat Octavian Claudius Nero, sich von Livia scheiden zu lassen, obwohl diese mit einem zweiten Sohn, Drusus, im sechsten Monat schwanger war. Das schloss eine Heirat mit einem anderen Mann nach den gültigen Regeln aus. Doch Octavian setzte eine Sondererlaubnis des Priesterkollegiums der Pontifices durch. Claudius Nero zögerte nicht, zu gehorchen, und übernahm anlässlich der Hochzeit sogar die Rolle des Brautvaters, als er die knapp 20-jährige Livia dem jungen Bräutigam zuführte. Der Termin der Hochzeit ergibt sich eindeutig aus der literarischen Überlieferung. Dagegen legen Inschriften dieses Ereignis auf den 17. Januar 38 v. Chr. fest, drei Tage nach der Geburt des Drusus, die Sueton in der Biographie des Kaisers Claudius auf den 14. Januar datiert. Dabei handelt es sich um einen offiziellen Termin, den erst Kaiser Claudius zum Festtag beschließen ließ, „weil auch der Geburtstag seines Großvaters (Marcus) Antonius auf denselben Tag falle“. Das war nach Ausweis der kaiserlichen Kalender (Fasti Praenestini) der 14. Januar. Mit dem tatsächlichen Datum der Eheschließung und der Geburt des Drusus hat er nichts zu tun. In Wirklichkeit muss Drusus im dritten Monat nach der Hochzeit geboren worden sein. Historisch glaubwürdig ist also nur die literarische Überlieferung. Danach muss die Hochzeit drei Monate früher, als im Festkalender offiziell angegeben, stattgefunden haben, also Mitte bis Ende Oktober 39 v. Chr. Später wurde dann das offizielle Hochzeitsdatum auf den 17. Januar 38 v. Chr. festgelegt.
Octavian soll Livia, so Tacitus, „aus Lust auf ihre Schönheit“ begehrt haben. Und Sueton betont eine Nuance sachlicher, dass Octavian zwar „Livia ihrem Gatten Tiberius Nero wegnahm, als sie schon schwanger war“, aber „sie auf einzigartige Art und Weise und mit einzigartiger Treue liebte und schätzte.“ Eine leidenschaftliche Liebesbeziehung mag in der Tat die entscheidende Triebfeder gewesen sein. Doch allein erklärt dieses Motiv nicht, weshalb Octavian Livia so überstürzt heiraten wollte. Es muss noch ein politisches Kalkül hinzugekommen sein: Bei dieser Scheidung und Wiederverheiratung hat der Frontwechsel des früheren Antonius-Anhängers Claudius Nero zu Octavian eine bedeutsame Rolle gespielt. Die Heirat verstärkte enorm Octavians Basis in der alten Aristokratie.
Von „Brautraub“, wie Tacitus suggeriert, kann keine Rede sein, da Augustus Claudius Nero gebeten hatte, ihm Livia abzutreten. Dass ihr erster Ehemann bei der Hochzeit anwesend war und eine wichtige Rolle bei der Zeremonie spielte, untermauert, dass er der Bitte entsprochen hatte, um sich dem starken Mann in Rom zu verpflichten. Sein früheres Engagement gegen Octavian im Perusinischen Krieg machte ihn jetzt gefügig. Es war ihm klar geworden, dass man hohe Staatsämter ohne Zustimmung der Triumvirn nicht erlangen konnte. So ist es sicher kein Zufall, dass Livias Großcousin Appius Claudius Pulcher im Jahr 38 v. Chr. Konsul wurde. Andererseits war Octavian an der Hochzeit sehr gelegen; denn er wollte sich, nachdem er die Rachepflicht für seinen ermordeten Adoptivvater Caesar erfüllt hatte, mit der alten republikanischen Aristokratie aussöhnen. Die neuen Bündnispartner legten größten Wert auf die öffentliche Demonstration, dass alles mit rechten Dingen zugegangen sei. Um sich und Livia zu entlasten, ließ Octavian Drusus, der in seinem Haus geboren wurde, dem leiblichen Vater übergeben, der ihn sofort als seinen Sohn anerkannte. Als Claudius Nero einige Zeit später starb, wurde Octavian auf Grund seines Testamentes Vormund seiner beiden Söhne und nahm sie in seinem Haus auf.
Offensichtlich im Propagandakampf der Jahre 33 und 32 v. Chr. ließ Antonius verbreiten, „Drusus sei ein Sohn aus einem ehebrecherischen Verhältnis mit seinem Stiefvater (= Caesar Octavian)“. Dass dies nur ein Gerücht war, betont Sueton ausdrücklich. Er fügt hinzu, fest stehe nur, dass sofort der Spottvers die Runde machte: „Mit denen es das Glück gut meint, die haben sogar ein Dreimonatskind.“ Er zitiert ihn in Griechisch, so dass er nur im griechischen Sprachraum des Ostens, über den der Triumvir Antonius herrschte, in Umlauf gebracht worden sein kann. Als historisch gesicherte Tatsache berichtet Sueton lediglich, dass „Livia Drusus im dritten Monat nach der Heirat mit Augustus – zu diesem Zeitpunkt war sie bereits schwanger – zur Welt gebracht hat“. Damit führt er das Gerücht ad absurdum.

### Die Ehefrau eines Triumvirn (38 bis 27 v. Chr.)

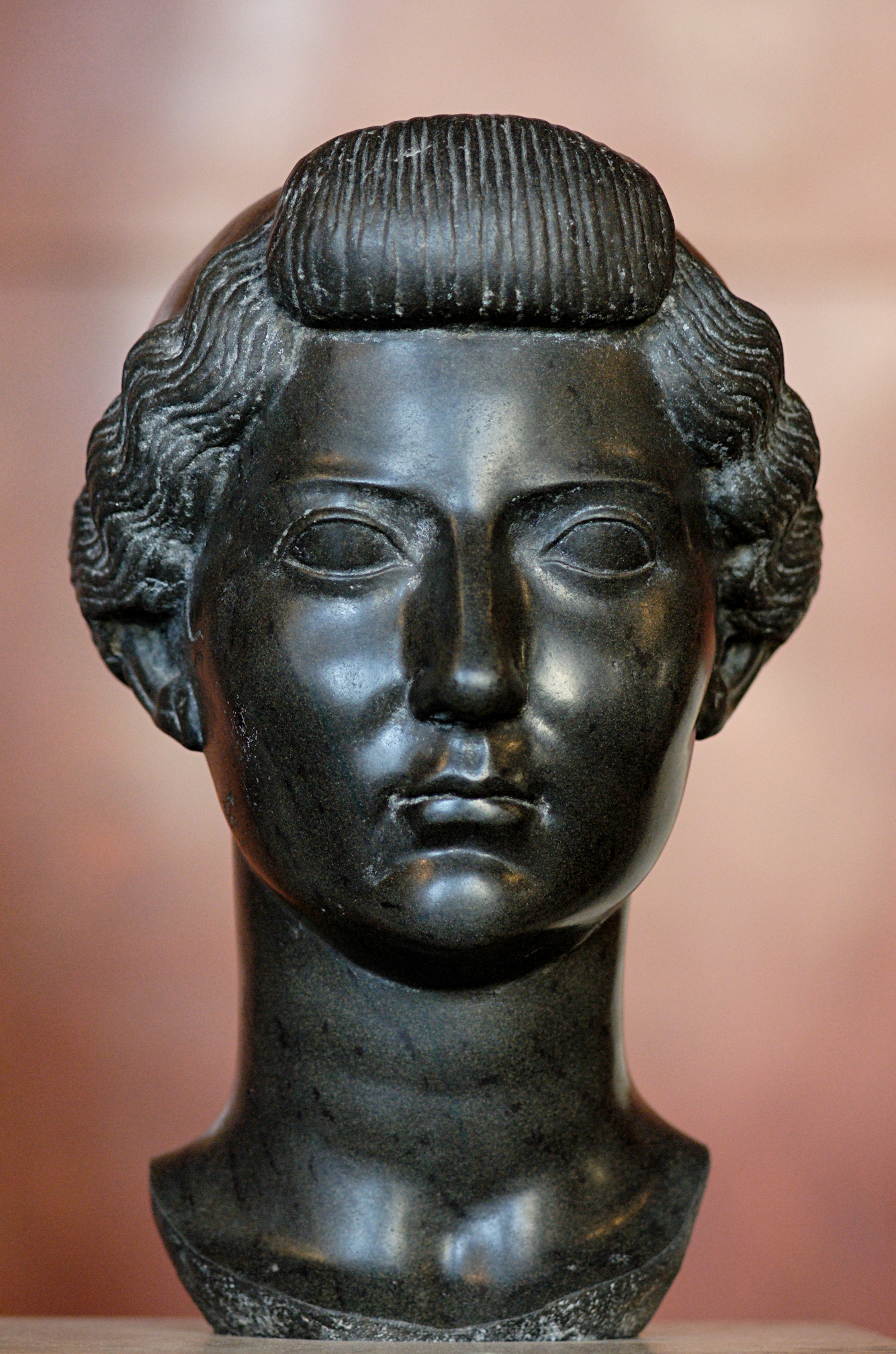
Livia in jungen Jahren, um 31 v. Chr. (Louvre, Paris)

Livia und Octavian im Umbruch von der Republik zur Monarchie: Vom Zweiten Triumvirat zum Duovirat (43–36 v. Chr.)
Die Triumviratszeit war eine Epoche des Übergangs von der Adelsrepublik zur Monarchie. Am 27. November 43 v. Chr. erhielt der Triumvirat „zur Neuordnung des Staates“ durch die Lex Titia eine gesetzliche Grundlage. Das Gesetz übertrug den Triumvirn zur wirksamen Bekämpfung des Staatsnotstandes zunächst auf fünf Jahre (42 bis Ende 38 v. Chr.) diktatorische Befugnisse, die lediglich durch das Kollegialitätsprinzip, das heißt den Zwang, alle Entscheidungen einstimmig zu treffen, eingeschränkt waren. Der Triumvirat wird als eine „Dreier-Diktatur“ definiert, weil das Volk mit der Lex Titia die gesamte Gewalt über die Res publica und das römische Weltreich in die Hände der Triumvirn gelegt und sich damit selbst entmachtet hatte.
Aufgrund dieser Machtkonzentration ihrer Männer rückten die Frauen der Triumvirn weit stärker in die Öffentlichkeit, als das bisher für die weiblichen Angehörigen der republikanischen Adelshäuser der Fall war. Als Gattin des nach Marcus Antonius zweitmächtigsten Triumvirn erlangte Livia eine politisch-gesellschaftliche Sonderstellung.
Im Vertrag von Tarent 37 v. Chr. wurde der Triumvirat um weitere fünf Jahre von Anfang 37 bis Ende 33 v. Chr. verlängert und zumindest Octavian hat sich vom Volk in Rom durch Gesetz diese zweite Laufzeit legalisieren lassen. Am 3. September 36 errang Octavian bei Naulochos einen vollständigen Sieg über Sextus Pompeius und eroberte Sizilien. Als sein Kollege Lepidus ihm die Insel streitig machte, erreichte Octavian durch geschickte Agitation, dass dessen Truppen zu ihm überliefen. Lepidus wurde seine Triumviralgewalt durch Volksbeschluss aberkannt. Sein Anteil an der Triumviralgewalt wurde auf die beiden verbliebenen Triumvirn übertragen. Das Reich zerfiel jetzt in zwei Hälften: Im Osten regierte Antonius, der Westen war ganz in der Gewalt Octavians. Der Gatte Livias hatte an Macht und Einfluss zu Marcus Antonius aufgeschlossen. Ehrungen, die ihm Senat und Volk von Rom beschlossen, dienten der Überhöhung dieser persönlichen Stellung: So wurden ihm die Sacrosanctitas eines Volkstribunen und das Recht, auf der Volkstribunenbank zu sitzen, übertragen. Beide Rechte lassen ihn in besonderer Weise für das Wohl der breiten Masse der Bevölkerung verantwortlich erscheinen. Sie weisen bereits auf die Amtsgewalt der Volkstribunen voraus, die seit 23 v. Chr. eine zentrale Rechtsbasis für Augustus’ Macht im Staate bilden sollte.
Im gleichen Maß wurde die Sonderstellung Livias und Octavias, der Schwester Octavians und Ehefrau des Triumvirn Marcus Antonius, ausgebaut:
Auf Veranlassung oder mit Duldung Octavians wurden ihnen 35 v. Chr. folgende Sonderrechte verliehen:
- Durch Beschluss des concilium plebis (= plebiscitum) die gleiche sacrosanctitas, d. h. „Heiligkeit“, wie sie die Volkstribunen besaßen, nur losgelöst von deren Amt.[36] Die römische Plebs, die den Volkstribunen schützte, sollte wie im Falle Octavians einen Angriff auf Livia oder Octavia als Angriff auf sich selbst werten.[37]

Losgelöst vom Amt des Volkstribunen sollte die „Heiligkeit“ Octavians und nun auch Livias sowie Octavias in dieser neuen Form die Unantastbarkeit und religiöse Weihe des Monarchen und seines Hauses symbolisieren; denn erstmals war dem Diktator Caesar 44 v. Chr. dieses Sonderrecht zuerkannt worden.
Beide Frauen wurden von der Vormundschaft befreit und erhielten völlige Freiheit, ihre eigenen Angelegenheiten selbstständig und eigenverantwortlich zu regeln. Dieses Privileg bedeutete eine große Auszeichnung, da es Livia und Octavia über den Status einer üblichen Matrona, das heißt verheirateten Frau, weit hinaushob. Es wurde ihnen männliches Bewusstsein von Verantwortung attestiert. Außerdem waren sie rechtlich den hoch angesehenen Vestalinnen gleichgestellt. Diese genossen das Privileg, weil sie für die staatliche Gemeinschaft der Römer einen unschätzbaren Dienst leisteten.
- Statuen von ihnen sollten im öffentlichen Raum aufgestellt werden.[39] In dieser Weise waren Frauen bis dahin nach römischer Tradition nicht im öffentlichen Raum geehrt worden; denn die Ehrung musste von Senat und Volk von Rom beschlossen werden, die sie zumeist höheren Magistraten für Verdienste um den Staat zukommen ließen.[40]

Besonders bedeutsam an diesen Vorrechten ist, dass Octavian die Frauen seiner Familie überhaupt in Ehrungen einbezog, die eigentlich ihm allein als siegreichem Feldherrn über Sextus Pompeius und Lepidus zukamen. Damit meldete er bereits dynastische Ansprüche an, die im hellenistischen Königtum wurzelten, für Rom aber etwas völlig Neues darstellten. Hier kündigte sich in der Tat eine Entwicklung an, wie die herrschende Familie bald allein das gesamte Volk repräsentierte und schließlich an seine Stelle trat.
33 v. Chr. starb ihr erster Ehemann Tiberius Claudius Nero. Ihr gemeinsamer Sohn, der neunjährige Tiberius, veranstaltete Leichenspiele – Gladiatorenkämpfe –, für die Livia die Kosten trug, obwohl offiziell Tiberius als Veranstalter der Spiele auftrat.
Tiberius und Drusus verließen das Haus des Vaters und wechselten in den Haushalt ihrer Mutter und ihres Stiefvaters Octavian, denn Nero hatte Octavian testamentarisch als Vormund seiner Söhne eingesetzt.
Livias Beitrag zur Leichenfeier verdeutlicht noch einmal die Sonderrolle, die sie in der Triumviratszeit spielte. Er zeigt zum einen, dass sie unter allen Umständen die Karriere ihrer Söhne fördern wollte, zum anderen illustriert er die familiäre Loyalität und Integrität des Hauses, welche die Propaganda Octavians als Gegenbild zur Illoyalität des Antonius gegenüber Octavia und den mit ihr gezeugten Kindern herausstellte. Erstmals wird deutlich, wie stark die Rolle Livias auf die domus zentriert war, wie sie dann im Prinzipat prägend wurde.

### Die „Kaisergattin“ des Princeps Augustus (30 v. bis 14 n. Chr.)

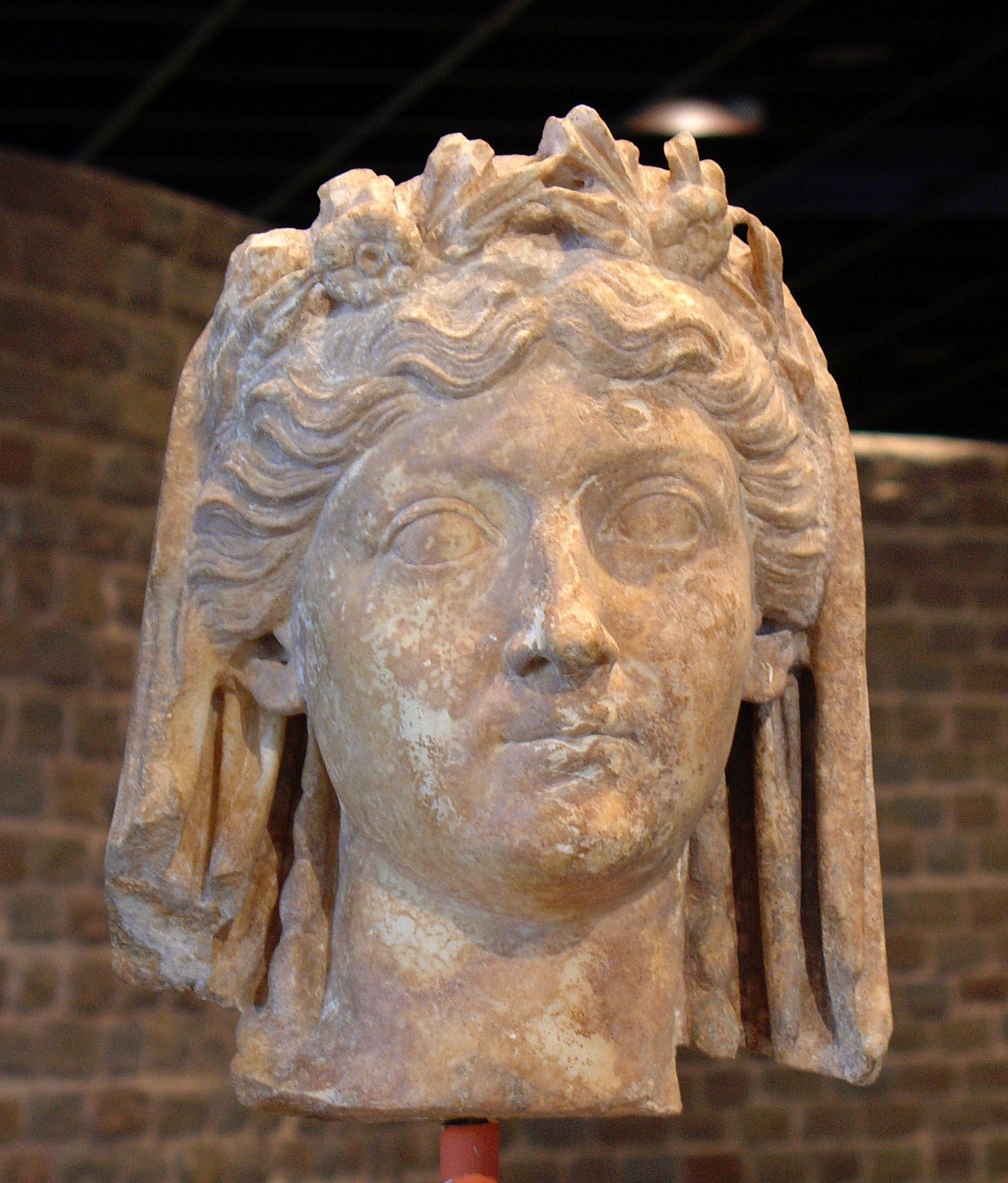
Marmorkopf der gealterten Livia, 1. Hälfte des 1. Jahrhunderts (Römisch-Germanisches Museum, Köln)

Livia und der Umbruch vom Duovirat zum Principat (36 v. bis 27 v. Chr.)
Die beiden Frauen der Triumvirn Octavian und Antonius, Livia und Octavia, standen seit der Entmachtung des Lepidus 36 v. Chr. im Blickpunkt der Öffentlichkeit. Ihre 35 v. Chr. noch gleichrangige Sonderstellung wich bald darauf einer absoluten Vorrangstellung Livias und des iulisch-claudischen Hauses gegenüber den Frauen aller übrigen republikanischen Adelshäuser. Diese Wende trat ein, als es Octavian gelang, mit dem Sieg über Antonius und die ägyptische Königin Kleopatra VII. am 1. August 30 v. Chr. den letzten Bürgerkrieg zu beenden und unangefochtener Herrscher im Römischen Reich zu werden.
Bereits 36 v. Chr. hatte sich Antonius faktisch von Octavia zu Gunsten seiner neuen Geliebten, der ägyptischen Königin Kleopatra, getrennt und damit den Bruch zwischen den beiden Triumvirn vorweggenommen. Octavia verweigerte zwar die Scheidung, wie es ihr Bruder von ihr verlangte, und zwang ihn damit, formal den Triumvirat fortzusetzen. Die Ehrungen von 35 v. Chr. nahm sie aber an.
Ende 33 v. Chr. lief der Triumvirat ab, doch behielten beide Triumvirn die – nun vom Amt abgelöste – Triumviralgewalt bei, indem jeder den anderen beschuldigte, für den weiter bestehenden akuten Notstand verantwortlich zu sein. Im Jahr 32 v. Chr. ließ sich Antonius in aller Form von Octavia scheiden. Er schickte Bevollmächtigte nach Rom, die ihr die übliche Scheidungsformel – „Du magst Deine Sachen mitnehmen“ – überbrachten. Diese Brüskierung seiner römischen Ehefrau führte, als Octavian noch dazu den skandalösen Inhalt des Testaments des Antonius mit seinen Klauseln zu Gunsten der Kleopatra und ihrer gemeinsamen Kinder publizierte, zu einem jähen Stimmungsumschwung der öffentlichen Meinung in Rom (consensus universorum) und ließ die Strategie von 35 v. Chr. zu einem vollen Erfolg werden. Die römische Plebs wertete jetzt den Angriff auf die „sakrosankte“ Octavia als Angriff auf sich selbst und beschloss mit einem Gesetz, Antonius die Triumviralgewalt abzuerkennen, während Octavian mit dem Krieg gegen Kleopatra beauftragt wurde. Damit war er seit Mitte 32 v. Chr. alleiniger Inhaber der Triumviralgewalt. Sie war von nun an eine reine Diktaturgewalt, da automatisch der Anteil des ausgeschiedenen Triumvirn dem übrig gebliebenen zuwuchs.
Am 1. August 30 v. Chr. beendete Octavian mit dem Sieg über Antonius und Kleopatra die Bürgerkriege und erfüllte damit den wichtigsten Auftrag der Lex Titia von 43 v. Chr. In den Jahren 29 und 28 v. Chr. stellte er schrittweise die Ordnung des Staates wieder her, um dann am 13. Januar 27 v. Chr. die wiederhergestellte Res publica aus seiner triumviralen Ein-Mann-Potestas in die Souveränität von Senat und Volk von Rom zu entlassen. Auf Drängen der Senatoren und des Volks von Rom, im Interesse des inneren Friedens die Leitung des Staates weiterhin zu übernehmen, erklärte er sich nach einer angemessenen Phase des Zögerns bereit, die Verantwortung für die gefährdeten und noch nicht völlig befriedeten Provinzen des römischen Reiches zu übernehmen, und ließ sich zu diesem Zweck ein zeitlich befristetes, aber bis zu seinem Lebensende immer wieder verlängertes Imperium proconsulare von Senat und Volk von Rom gesetzlich erteilen. Es wurde 23 v. Chr. durch zusätzliche Sonderrechte erweitert, nachdem Octavian das Konsulat niedergelegt hatte. Die zeitliche Befristung dieses sogenannten Imperium proconsulare maius und die Notwendigkeit, es immer wieder von Senat und Volk gesetzlich verlängern zu lassen, blieben unberührt. Darin kam der republikanische Charakter der neuen Ordnung zum Tragen. Sie manifestierte sich auch im Konsulat, das Octavian von 31 v. Chr. bis 23 v. Chr. Jahr für Jahr an der Seite eines Kollegen bekleidete. Im letzten Satz des Kapitels 34 seines Tatenberichts stellt Augustus zusammenfassend seine Sicht über das Wesen des Prinzipats dar: „Seit dieser Zeit (27 v. Chr.) überragte ich alle übrigen an sozialer Ansehensmacht (Auctoritas), an Amtsgewalt (Potestas)  aber besaß ich nicht mehr als die anderen, die auch ich im Amt zu Kollegen hatte.“ Die Verfassungswirklichkeit einer Monarchie bestand also seit 27 v. Chr. darin, dass Augustus der „Princeps schlechthin“ war, der wegen seiner Verdienste um den Staat alle übrigen Bürger an persönlicher Geltung, sozialer Ansehensmacht und charismatischer Ausstrahlung überragte. Diese Macht symbolisiert der Beiname Augustus, der ihm am 16. Januar 27 v. Chr. verliehen wurde. Er bedeutet nach Cassius Dio, dass sein Träger sich über Menschliches erhebt und dem Göttlichen nahesteht. Im Kontrast dazu sieht Augustus seine magistratische Amtsgewalt stehen. Mit Ausnahme des Konsulats bekleidete Augustus keine weiteren republikanischen Ämter und bekam Jahr für Jahr einen neuen Kollegen von der Volksversammlung (Comitia Centuriata) zugewählt, der ein Veto gegen seine Entscheidungen hätte einlegen können. Dennoch verschweigt Augustus, dass er Amtsgewalten wie das Imperium proconsulare und seit 23 v. Chr. die lebenslange tribunicia potestas kumulierte, die vom Amt losgelöst und dadurch mit dem republikanischen System unvereinbar waren. Und doch wird in der Übertragung und Verlängerung dieser Amtsgewalten durch Gesetz von Senat und Volk von Rom ein Stück Souveränität der Träger der alten Res publica (= Senatus populusque Romanus, SPQR) sichtbar. So könnte man den Prinzipat des Augustus seit 27 v. Chr. als faktische Monarchie in den Rechtsformen der Republik definieren.
In diesem Spannungsverhältnis von Monarchie und erneuerter Republik agierte Augustus und er wünschte sich das auch von Livia. Sie tat ihm den Gefallen und füllte ihre neue Rolle vorbildlich aus. Dadurch leistete sie einen wichtigen Beitrag zur Stabilisierung des neuen Herrschaftssystems.
Livias Bild auf Münzen

Idealisiertes Porträt Livias als Iustitia auf einer Dupondius-Münze, ca. 22–23 n. Chr.

In diesem Zusammenhang gewinnt der Befund an Bedeutung, dass im Westen keine Münzen mit dem Porträt Livias vor der Regierungszeit des Tiberius existieren.
Daraus kann geschlossen werden, dass Augustus seine Ehefrau nicht wie Antonius Kleopatra öffentlich präsentieren wollte, sondern sie nach dem Sieg über Ägypten auf eine außeröffentliche Rolle festlegte, die dem Ideal der Matrone, das heißt der ehrbaren römischen Ehefrau der Republik, entsprach.
Anders stellt sich die Situation im Osten des römischen Reiches dar. In Ägypten wird Livia zu Lebzeiten des Augustus auf Münzen abgebildet. Da das Nilland seit 1. August 30 v. Chr. aufgrund seines Sonderstatus als römische Provinz unter der persönlichen Gerichtsbarkeit des Princeps stand, hat Augustus ohne Zweifel persönlich Münzen mit dem Bild Livias autorisiert. Sie übernimmt im Osten allgemein und in Ägypten speziell die übliche Funktion einer Königin bzw. Pharaonin. Ab etwa 19 v. Chr. erscheint Livia regelmäßig auf Bronzemünzen, die für Ägypten geprägt wurden mit der Umschrift Liouia Sebastou. Das entspricht der griechischen Variante der lateinischen Formel Livia Augusti und bedeutet „Livia, Ehefrau des Augustus“. Livia wird auf diesen Münzen in der Ikonographie einer ptolemäischen Königin porträtiert und verschiedenen Göttinnen wie z. B. der Fruchtbarkeitsgöttin Ceres angeglichen. Auch in den Städten Kleinasiens wird Livia auf Münzen häufig im hellenistischen Doppelporträt mit Augustus zusammen als Königspaar abgebildet und bereits zu dessen Lebzeiten als Augusta tituliert. Eine Angleichung an weibliche Gottheiten, z. B. an Vesta oder Demeter, ist hier ebenfalls üblich. Auf einer Prägung aus Thessalonike in der Provinz Makedonien wird Livia ausdrücklich als „Göttin Livia“ bezeichnet.
Livias Schicksal und Rolle in der Zeit nach 30 v. Chr. war mit dem Problem der Nachfolge im augusteischen Haus unmittelbar verbunden. Das enthüllt erneut die monarchische Struktur des Prinzipats. Sueton verdanken wir die Nachricht, dass sich Augustus sehnlichst Kinder von Livia wünschte, aber keine von ihr bekam. Nur eines habe sie geboren, aber es kam zu früh und war nicht überlebensfähig.
Vielleicht ist die Tatsache, dass Livia dem Augustus keinen Nachfolger gebar, ein Grund, warum sie vor Ende der Herrschaft des Augustus nicht auf Münzen des Westens erscheint. Wo es aber den üblichen Kommunikationsformen wie in Alexandrien und den Poleis des Ostens entsprach, ließ Augustus seine Frau auf Münzen in der Position einer göttlich verehrten hellenistischen Königin abbilden.
Statuen und Porträts: Die äußere Darstellung Livias als Kaisergattin und Mutter

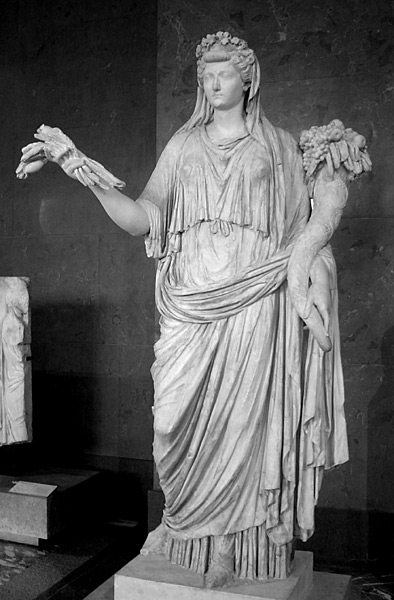
Statue Livias mit Attributen der Ceres (Louvre, Paris)

In ungewöhnlich großer Zahl sind Statuen mit dem Porträt Livias gefunden worden. Schon die Fülle dokumentiert ihre herausragende Bedeutung für die Herrscherfamilie. Außerdem dienten sie dazu, aller Welt zu zeigen, wie Augustus Livia als höchste weibliche Repräsentantin dieser Familie ins Bild gesetzt sehen wollte, um den dynastischen Anspruch seines Hauses optimal zu propagieren. Bildnisse, die zu Lebzeiten des Augustus entstanden, zeigen Livia mit einer Zopffrisur, dem sogenannten Nodus. Sie ist besonders gut auf dem hier zuerst abgebildeten Porträt der Livia, dem „Albani-Bonn-Typ“ aus schwarzem Basalt (27 v. Chr. – 14 n. Chr.), Louvre Paris, zu erkennen. Der erste uns bekannte Bildnistyp Livias mit einer solchen Frisur, der „Marbury Hall-Typ“, dürfte um 15 v. Chr. entstanden sein, als Livia Mitte 40 war. Das zweite offizielle Porträt vom „Fayum-Typ“ der Ny Carlsberg Glyptotek, Kopenhagen (4–14 n. Chr.) ist im Unterschied zu diesem alterslos gestaltet. Wie die neue Staatsordnung des Augustus ewig bestehen soll, so wurden auch die Bilder der Herrscherfamilie alterslos gestaltet und Livias Porträt dem ihres Ehemannes angeglichen. Während die Physiognomie auf dynastischen Ambitionen des Herrscherpaares und damit die monarchische Struktur des Prinzipats schließen lässt, weisen dagegen Frisur und Tracht des Liviaporträts in die altehrwürdige Tradition der Republik. Beide Elemente sollen die Matrone, die sittenstrenge aristokratische Ehefrau der alten Adelsrepublik, charakterisieren und sind der Ideologie der wiederhergestellten Republik geschuldet. Zum Bild der römischen Matrone gehört der mütterliche Zug, da es ihre vornehmste Aufgabe war, dem Ehemann legitime Kinder zu gebären. Diesen Aspekt betont besonders die Monumentalstatue aus dem Louvre-Museum von Paris, die Livia mit Nodusfrisur und der traditionellen Matronentracht der lebenspendenden Göttin Ceres mit Ährenbündel und Füllhorn angleicht. Es hat viel für sich, die Statue wegen des betont mütterlichen Aspekts des Liviaporträts mit der Adoption des Tiberius durch Augustus im Jahr 4 n. Chr. zu verbinden, als man Livia zur Reichsmutter zu stilisieren begann. Eine Entstehung bereits 9 v. Chr. ist aber nicht auszuschließen.
Fragmente von Selbstzeugnissen Livias
Nicht nur die Porträts, sondern auch Fragmente ihrer denkwürdigen Aussprüche bestätigen, dass Livia ihre Rolle als ideale Ehefrau vollkommen ausfüllte. Als sie in späteren Jahren gefragt wurde, wie sie einen so starken Einfluss auf Augustus gewonnen habe, antwortete sie, sie habe dies dadurch erreicht, dass sie selbst peinlich auf ein sittlich einwandfreies Benehmen gesehen, gerne alle seine Wünsche erfüllt, sich nicht in seine Angelegenheiten gemischt und vor allem den Anschein erweckt habe, als höre und merke sie nichts von seinen Liebesgeschichten. Die sexuellen Eskapaden soll sich Augustus mit Duldung, ja, wie überliefert wird, sogar mit Beihilfe seiner Frau, geleistet haben. In einem Brief nimmt sein Schwager Marcus Antonius das Liebesleben Octavians vor 32 v. Chr. aufs Korn: Was hat dich denn so verändert? Dass ich die Königin (= Kleopatra VII.) penetriere? Sie ist meine Frau. Habe ich jetzt damit angefangen oder schon vor neun Jahren? Und du, penetrierst du nur Drusilla? Wahrhaftig, wenn du diesen Brief liest, hast du sicher Tertulla oder Terentia oder Rufilla oder Salvia Titisenia oder sie alle penetriert. Oder macht es einen Unterschied, wo und bei welcher du Erektionen bekommst? Augustus’ Liebschaften mit verheirateten Frauen, darunter der Gattin des Maecenas, leugneten auch seine Freunde nicht. Sie entschuldigten sie mit politischen Zwecken, d. h. Spionagezwecken. Davon kann aber keine Rede mehr sein, wenn der Kaiser bis in seine letzten Tage sich an Jungfrauen vergriff, die ihm teilweise sogar Livia persönlich vermittelt haben soll. Ungeachtet der Eskapaden ihres Mannes wollte sich Livia als Vorbild der treuen Ehefrau dargestellt wissen und von anderen wahrgenommen werden. Dem von ihr gezeichneten Bild entspricht genau der Eintrag in der spätrepublikanischen Spruchsammlung des Publilius Syrus (85): „Eine sittsame Frau beherrscht den Gatten durch Gehorsam“. Und im Jahr 9 v. Chr., als Livia und Augustus fast 30 Jahre glücklich verheiratet waren, preist der aus Alexandria stammende Philosoph Areios unmittelbar nach dem Tod des Drusus in einer Trostschrift dessen Mutter Livia mit den Worten: „Deines Mannes immer gegenwärtiger Begleiter, dem nicht nur, was in die Öffentlichkeit dringt, bekannt ist, sondern auch alle verborgeneren Regungen eurer Seelen.“ In dem Lob der mustergültigen Ehefrau und Mutter wird wohl eigenes Naturell aufscheinen, doch wird es von Augustus mitgeprägt worden sein.
Die Privilegien Livias von 9 v. Chr.
Zu Beginn dieses Jahres 9 v. Chr. ehrte Augustus Livia durch Privilegien, die ihre Mutterrolle stärker betonten: Im Rahmen seiner Ehe- und Sittengesetze verlieh er ihr das ius trium liberorum, eine von ihm neu geschaffene Auszeichnung, die Müttern von drei lebendgeborenen Kindern zustand. Das gleiche Privileg erkannte er auch den Vestalinnen zu. Dieses Recht befreite Livia von der Vormundschaft durch einen Tutor und von Strafen für Kinderlosigkeit. Sie war schon 35 v. Chr. von einem Vormund befreit worden, jetzt wurde das Privileg erneuert und mit der Erfüllung der Geburtsnorm im Sinne der augusteischen Ehegesetze begründet. Auch wurden ihr erneut Statuen zugebilligt. Das war nach wie vor eine außergewöhnliche Ehre, nur dass ihr jetzt die Statuen aufgrund ihrer Verdienste gesetzt wurden. Sie bestanden darin, zwei Söhne geboren und aufgezogen zu haben, die jetzt große militärische Erfolge in Germanien (Drusus) und Pannonien (Tiberius) errungen hatten. Die Ehrenbeschlüsse des Jahres 9 v. Chr. wurden nicht als Reaktion auf den Tod des Drusus, wie es Cassius Dio nahelegt, gefasst, sondern mit der feierlichen Weihung der Ara Pacis am Geburtstag Livias verbunden. Das war zu Beginn des Jahres. Im gleichen Jahr brach sich Drusus bei der Rückkehr von seinem erfolgreichen Feldzug an die Elbe bei einem Sturz vom Pferd den Unterschenkel. Er starb 30 Tage später gegen Ende des Jahres.
Die Ehrungen für Livia und das Janusgesicht des augusteischen Prinzipats
Mit den Ehrungen wollte Augustus Livia als segenspendende Mutter erfolgreicher Feldherrn und zugleich als vorbildliche Kaisergattin, als mater patriae (= „Mutter des Vaterlandes“) und femina princeps (= „weiblicher Princeps“) auszeichnen. Den erneuten Prestigezuwachs spiegelt der erwähnte Porträttypus der Monumentalstatue der Livia als segenspendende Göttin Ceres wider. Es ist daher nicht auszuschließen, dass er im Rahmen ihres neuen Statuenprivilegs bereits in diesem Jahr eingeführt wurde und nicht erst 4 n. Chr.
Die Privilegien des Jahres 9 v. Chr. verdeutlichen den Januskopf des Prinzipats: Einerseits bewegen sie sich im Rahmen der Ehe- und Sittengesetze, mit denen Augustus die Ideologie der wiederhergestellten Republik bedient. Zum anderen wird die Wirklichkeit der Monarchie deutlich hinter der republikanischen Fassade sichtbar; wenn nämlich Augustus die Ara Pacis Augustae am 30. Januar einweihen ließ, so verfolgte er damit zweifellos eine dynastische Absicht, weil der 30. Januar Livias Geburtstag war. Zwar wird jeder Anschein einer Erhöhung des Augustus, die der Tradition der Res publica widersprach, vermieden. Aber die Reliefbilder und besonders der große Prozessionsfries, auf dem der Princeps und seine Angehörigen beim Gründungsopfer dargestellt sind, machen dennoch den Friedensaltar zum eindrucksvollsten Denkmal der neuen Dynastie.
Zugleich mit der Ara Pacis wurde auch das Solarium Augusti geweiht. Es war die größte Sonnenuhr und der größte Kalender aller Zeiten, ein Denkmal für den Sonnengott Sol, das westlich der Ara Pacis errichtet worden war. Als Zeiger der Sonnenuhr diente ein Obelisk, etwa 30 m hoch, der eigens aus Heliopolis in Ägypten herangeschafft worden war. Er steht heute vor dem Italienischen Parlament. In das Pflaster der wohl elliptischen Anlage wurden die Monatslinien sowie die Tage und Stunden in Bronze eingelassen. Der Boden des Liniennetzes bedeckte eine Fläche von 160 × 75 m, größer als es die des Augustusforums war. Einbezogen in das Liniennetz war die Ara Pacis und das Mausoleum des Augustus. Das Liniennetz war so ausgerichtet, dass die Ara Pacis genau auf der Linie der Tagundnachtgleiche, der Herbst-Äquinoktien, lag. Der Schatten der Spitze des Obelisken fiel am Abend dieses Tages, am 23. September, genau in den Eingang des Altars und verwies auf den Geburtstag des Augustus, dem der Friedensaltar geweiht worden war. Schon mit der Geburt, so die Aussage des Monuments, war von den Göttern vorherbestimmt, dass er die Bürgerkriege beenden und nach dem Sieg über Antonius und Kleopatra der Welt den Frieden bringen werde. Auch die Linie der Wintersonnenwende war von zwei Punkten aus mit dem Friedensaltar verbunden. Der Zeitpunkt dieser Sonnenwende war der Beginn des Sternzeichens des Steinbocks (Capricornus) und fiel mit dem Zeitpunkt der Empfängnis des Augustus zusammen. So sind das Solarium Augusti wie die Ara Pacis zwei zentrale Bestandteile eines Bautensystems, das eindeutig dynastisch-monarchische Vorstellungen betont. Bestätigt wird dieser Eindruck dadurch, dass beide Bauten an Livias Geburtstag eingeweiht wurden. Edmund Buchner, dessen Forschungsergebnisse zur Sonnenuhr inzwischen allerdings teilweise angezweifelt werden, fasst ihre Bedeutung so zusammen: „Mit Augustus beginnt also – an Solarium und Ara Pacis ist es sichtbar – ein neuer Tag und ein neues Jahr: eine neue Ära des Friedens mit all seinen Segnungen, mit Fülle, Üppigkeit und Glückseligkeit. Diese Anlage ist sozusagen das Horoskop des neuen Herrschers, riesig in seinen Ausmaßen und auf kosmische Zusammenhänge deutend.“
Livias politischer und finanzieller Einfluss als Mater familias
Augustus verwehrte Livia nicht, politischen Einfluss auf seine Entscheidungen auszuüben. Er führte mit ihr Gespräche von gewichtigem Inhalt, und zwar anhand von Aufzeichnungen aus seinem Notizbuch, um auf Grund der Umstände nicht zu viel oder zu wenig zu sagen.
Livia hatte ferner das Recht, ihr großes Vermögen ohne Vormund selbstständig zu verwalten. Zu ihren ausgedehnten Besitzungen gehörte ein Bergwerk in Gallien, in dem eine besondere Art von Kupfer abgebaut wurde. Ihren Sklaven und Freigelassenen stiftete sie ein Columbarium, d. h. eine große Grabanlage mit Nischen zur Aufnahme der Aschenurnen. Das Totenhaus enthält über 1000 Urnen. Mindestens 90 Personen konnten identifiziert werden, die zweifelsfrei zu Livias Personal gehörten und mit etwa 50 verschiedenen Tätigkeiten betraut waren. Freigelassene und Sklaven des Kaiserhauses sprachen vor 14 n. Chr. dezidiert von der domus Caesarum et Liviae. Auch in den literarischen Quellen erscheinen die Haushalte von Augustus und Livia getrennt. Das bedeutet, dass Livia die direkte Aufsicht über ihren Haushalt und eine eigene Haushaltsorganisation hatte. Ihr städtischer Haushalt bestand aus einer Dienerschaft von etwa 150 Bediensteten. Bemerkenswert ist ein Bautrupp in ihren Diensten, der für keine andere Kaiserin nachweisbar ist. Vielleicht war sie am lukrativen stadtrömischen Baugeschäft beteiligt.
Außerdem besaß Livia eine prächtige Landvilla in Prima Porta rund 12 km nördlich von Rom mit dem Namen „zu den Hennen“ (ad Gallinas). Den Namen erklärt die Legende so: Als Livia gleich nach ihrer Hochzeit mit Augustus ihr Landgut besuchte, flog ein Adler an ihr vorüber mit einem weißen Huhn, das einen Lorbeerzweig im Schnabel hielt, und ließ es, so wie er es geraubt hatte, in ihren Schoß fallen. Livia entschloss sich, das Federvieh aufzuziehen und den Zweig einpflanzen zu lassen; später brütete die Henne so viele Küken aus, dass die Villa noch zur Zeit Suetons „Zu den Hühnern“ hieß. Der Name weist auf die Geflügelzucht der Kaiserin hin. Sie züchtete auf dem Gut weiße Hühner, denen man magische Bedeutung zumaß. Aus dem Zweig aber wuchs ein so üppiger Lorbeerstrauch, dass die Kaiser, wenn sie dabei waren, einen Triumph zu feiern, dort die Lorbeerzweige pflücken gingen. Im letzten Lebensjahr des Kaisers Nero schlug ein Blitz in das Heiligtum der Kaiser ein und riss der Statue des Augustus sein Zepter aus den Händen. Am 20. April 1863 wurde im Park dieser Villa tatsächlich eine monumentale Statue mit „leeren“ Händen gefunden, die mit einem eindrucksvollen und historisch bedeutsamen Panzerrelief geschmückt ist: Die berühmte, bis heute am besten von allen Standbildern des ersten Princeps erhaltene Augustusstatue von Prima Porta. Ihr immenser Reichtum versetzte Livia in die Lage, durch Freigebigkeit – ganz wie Augustus – Dankbarkeit und Anhänglichkeit zu gewinnen. Zugleich lässt sich deutlich das Streben nach ökonomischer Unabhängigkeit erkennen. Doch hütete sie sich, ihren Reichtum nach außen durch Verschwendung oder üppigen Lebenswandel zur Schau zu stellen. Ihre zurückhaltende Lebensführung glich ganz der des Augustus. Wein und Salat ihrer bescheidenen Tafel waren stadtbekannt. Und der Princeps trug Gewänder, die unter Aufsicht seiner Frau im eigenen Haus hergestellt worden waren. Sie wollte dem Ideal der altrömischen mater familias, wie es Augustus’ Erneuerungsprogramm und der Ideologie der wiederhergestellten Republik entsprach, so nahe wie möglich kommen.
Livias Bautätigkeit
Livia ließ auf eigene Kosten verfallene Tempel in Stand setzen. Sie konzentrierte sich auf Heiligtümer von Gottheiten des Frauenlebens und ließ die Tempel der Fortuna muliebris und der Bona Dea wiederherstellen. Sie rundete damit die Bemühungen ihres Mannes ab, die zahlreichen Sakralbauten Roms wiederherzustellen, die in den Wirren der Bürgerkriege vernachlässigt und dem Verfall preisgegeben worden waren. In seinem Tatenbericht rühmt sich Augustus, er habe in seinem sechsten Konsulat (28 v. Chr.) mit Ermächtigung durch den Senat alle zu diesem Zeitpunkt verfallenen Heiligtümer, insgesamt 82 an der Zahl, in Stand gesetzt.
Beide waren davon überzeugt, dass nur durch Rückbesinnung auf die Götter die Weltherrschaft Roms garantiert und der Niedergang durch den Wiederaufbau der Tempel aufgehalten werden könnte.
Im Januar 7 v. Chr. weihte Livia zusammen mit Tiberius eine prächtige Säulenhalle, die nach ihr als Stifterin Porticus Liviae benannt wurde. Der Park, den sie umschloss, wurde ein beliebter Erholungsort für die Städter. Dort hatte sie einen Tempel für Concordia, die Göttin der Eintracht, erbauen lassen. Nach dem Zeugnis Ovids baute und weihte Livia den Tempel als öffentliches Zeugnis ihrer harmonischen Ehe mit Augustus. Der Dichter hat den entscheidenden Aspekt ihrer Baupropaganda wiedergegeben. Außerdem merkt er an, dass sie durch eine aufwendige Ausstattung auf die Bedeutung des Tempels aufmerksam machen wollte. Der Tempel wurde am 11. Juni geweiht. Es war das Fest der Mater Matuta, an dem auch deren Tempel am Forum boarium und das Heiligtum der Fortuna Virgo geweiht worden waren. Mit der Wahl des Weihedatums verband Livia Concordia mit den beiden Gottheiten der Heirat und der Familie. So wurde zwei alten Tempeln und Kulten des Frauenlebens erneut Aufmerksamkeit geschenkt, wodurch auch Livias Heiligtum an Bedeutung gewann. Dass Livia den Kult der Concordia, der Göttin des Familienlebens, so sehr am Herzen lag, entsprang ihrem Engagement für Ehe und Familie. Durch ihre Bautätigkeit unterstützte sie die Gesetzgebung ihres Mannes zu Ehe und Geburtenrate. Deutlicher als im Falle des Concordia-Tempels hat Ovid in seinem Bericht über die Erneuerung des Tempels der Bona Dea auf dem Aventin Livias Absichten hervorgehoben. Danach habe die Frau des Augustus das Heiligtum wiederhergestellt, um dem Vorbild ihres Mannes nachzueifern. Das beweist, dass Ovid diese Maßnahme in den größeren Zusammenhang des augusteischen Programms der Sittenerneuerung eingeordnet wissen wollte. Zu diesem Programm passt sehr gut, dass sie den Tempel der Fortuna Muliebris, der Göttin für Frauen und das Familienleben, restaurieren ließ; denn diese Göttin war mit dem Ideal der pudicitia, der ehelichen Treue, untrennbar verbunden.
Livia in der Rolle der vorbildlichen Kaisergattin (matrona)
Die Rolle der Kaisergattin füllte Livia vorbildlich aus, indem sie die Politik ihres Mannes mit Rat und Tat, soweit es von ihm gewünscht war, unterstützte. Sie begleitete ihn auf allen Reisen, so in den Orient 30/29 v. Chr. und 16 v. Chr. nach Gallien.
Im privaten, aber auch öffentlich-repräsentativen Raum verkörperte Livia die sittenstrenge römische Matrona, ohne in Roms öffentlichem Leben politische Ambitionen zu entfalten. In diesem Urteil sind sich die antiken Autoren einig: Valerius Maximus bescheinigt ihr insbesondere Keuschheit in der Öffentlichkeit (pudicitia). Der Dichter Ovid streicht ihren moralischen Lebenswandel heraus. Seneca beschreibt sie als eine Frau, die ihren Ruf aufs sorgfältigste hütete, und Velleius betont, dass sie „in Herkunft, Sittsamkeit und Gestalt die glänzendste der Römerinnen“ war. Auch Tacitus, der insgesamt in seinem Werk von ihr ein negatives Bild zeichnet, muss zugeben, dass ihr Betragen untadelig war. Doch rügt er an ihr, dass sie im Hinblick auf ihren eigenständigen Haushalt den Wirkungskreis einer altrömischen Matrone entscheidend überschritt, indem sie sich als zu leutselig erwies. Ihrer Rolle als Matrone entsprach, dass sie am Schicksal der Mitglieder des Kaiserhauses lebhaft Anteil nahm: Nach dem tragischen Tod ihres Sohnes Drusus 9 v. Chr., der sie schwer traf, nahm sie seine Familie in ihr Haus auf. Von 6 v. Chr. bis 2 n. Chr. bangte Livia um ihren erstgeborenen Sohn Tiberius, der sich nach einem Zerwürfnis mit Augustus nach Rhodos ins freiwillige Exil zurückgezogen hatte. Als dann 4 n. Chr. Augustus seinen Stiefsohn adoptierte und zu seinem Sohn machte, muss Livia sehr erleichtert gewesen sein. Ihre Mutterrolle wurde durch die Entscheidung des Augustus neu akzentuiert und weiter aufgewertet: Sie sollte von nun an nicht mehr allein als Gattin des Princeps und Mutter eines erfolgreichen Generals gelten, sondern auch als Mutter eines künftigen Princeps. Obwohl sie an der politischen Karriere des Tiberius sehr interessiert war, waren Gerüchte, sie habe andere mögliche Nachfolger wie Lucius und Gaius Caesar oder Agrippa Postumus ausschalten lassen, ja sogar für den Tod ihres Gatten Augustus 14 n. Chr. gesorgt, unsinnig und haltlos. Wenn überhaupt, war Livia allenfalls in die Ermordung des Agrippa Postumus, des 12 v. Chr. nachgeborenen Sohnes des Agrippa von der Tochter des Augustus, Iulia, verstrickt.
Des Princeps Tod 14 n. Chr.: Livia als Erbin des verstorbenen und Priesterin des vergöttlichten Augustus
Am 19. August 14 n. Chr., gut einen Monat vor seinem 76. Geburtstag, verstarb Augustus in den Armen Livias mit den Worten: Livia, gedenke in deinem weiteren Leben unserer Ehe und sei gegrüßt! Sie setzte die sterblichen Überreste ihres Gatten in seinem Mausoleum auf dem Marsfeld bei. Kurz zuvor war das Testament eröffnet worden, dessen letzte Fassung Augustus am 3. April 13 v. Chr. teils eigenhändig geschrieben, teils auf sein Diktat hin von zwei Freigelassenen hatte aufsetzen und bei den Vestalinnen hinterlegen hat lassen.
In diesem Testament hatte Augustus für Livia vorgesorgt: Zwei Drittel der Erbschaft sollten Tiberius, ein Drittel ihr zufallen. Um ihr einen Teil seines Vermögens gesetzlich zukommen zu lassen, hatte Augustus noch zu Lebzeiten vom Senat beschließen lassen, dass seine Frau von der Lex Voconia befreit wurde. Dieses Gesetz aus dem Jahre 169 v. Chr. verbot jedem Mitglied der ersten Zensusklasse, eine Frau als Erbin einzusetzen. Davon hatte Augustus im Rahmen seiner Ehegesetzgebung einige Frauen durch Senatsbeschluss entbinden lassen. Der Dispens war in jedem Einzelfall nötig, um für die Frauen der Oberschicht, die gleichzeitig das ius liberorum hatten, die gesetzliche Möglichkeit zu schaffen, Erbin zu werden. Ohne den Dispens durch den Senat hatte das ius liberorum keinerlei rechtliche Relevanz für eine Erbeinsetzung. Zu den Frauen, die auf diese Weise zusätzlich privilegiert wurden, gehörte nun auch Livia, die 9 v. Chr. das Ehrenrecht des ius trium liberorum erhalten hatte. Mit ihrem Anteil am Vermögen des Augustus stieg sie zur reichsten Frau Roms auf.
Mit großem Engagement erreichte sie beim Senat, dass Augustus am 17. September 14 n. Chr. offiziell zum Gott erhöht wurde. Sie selbst wurde Priesterin des Divus Augustus. Dass eine Frau Priesterin eines männlichen Gottes werden konnte und ihm zu Ehren Opfer vollzog, war einmalig in Rom. Livia baute damit ihre einzigartige Stellung durch diesen Prestigegewinn weiter aus. In der Öffentlichkeit spiegelte er sich in dem Recht wider, dass ihr fortan ein Liktor zustand, der ihr bei allen öffentlichen Anlässen mit dem Rutenbündel vorausschritt. Dieses Ehrenrecht genossen bisher allein die Vestalinnen, die Priesterinnen der Vesta.
Der abgebildete Marmorkopf zeigt das Liviaporträt nach dem Tode des Augustus mit neuer Frisur im Typus der Göttin Ceres, 14–42 n. Chr. Ein Kennzeichen des Cerestypus sind die am Hals herabhängenden Wollschnüre, die sog. vittae, die zugleich eine verheiratete Frau charakterisieren. Es war das völlig neu gestaltete Bildnis der Livia, das nicht nur in der Frisur, sondern auch in den Gesichtsproportionen dem klassischen griechischen Götterbild des 5. Jahrhunderts v. Chr. angenähert wurde. Das neue Bild sollte im ganzen römischen Reich die veränderte Rolle Livias als Witwe und Priesterin des vergöttlichten Gatten bekannt machen. Es fehlt freilich ein offizieller Prototyp des neuen Bildnisses, da Tiberius sich weigerte, die Rolle Livias unter seinem Principat zu institutionalisieren.

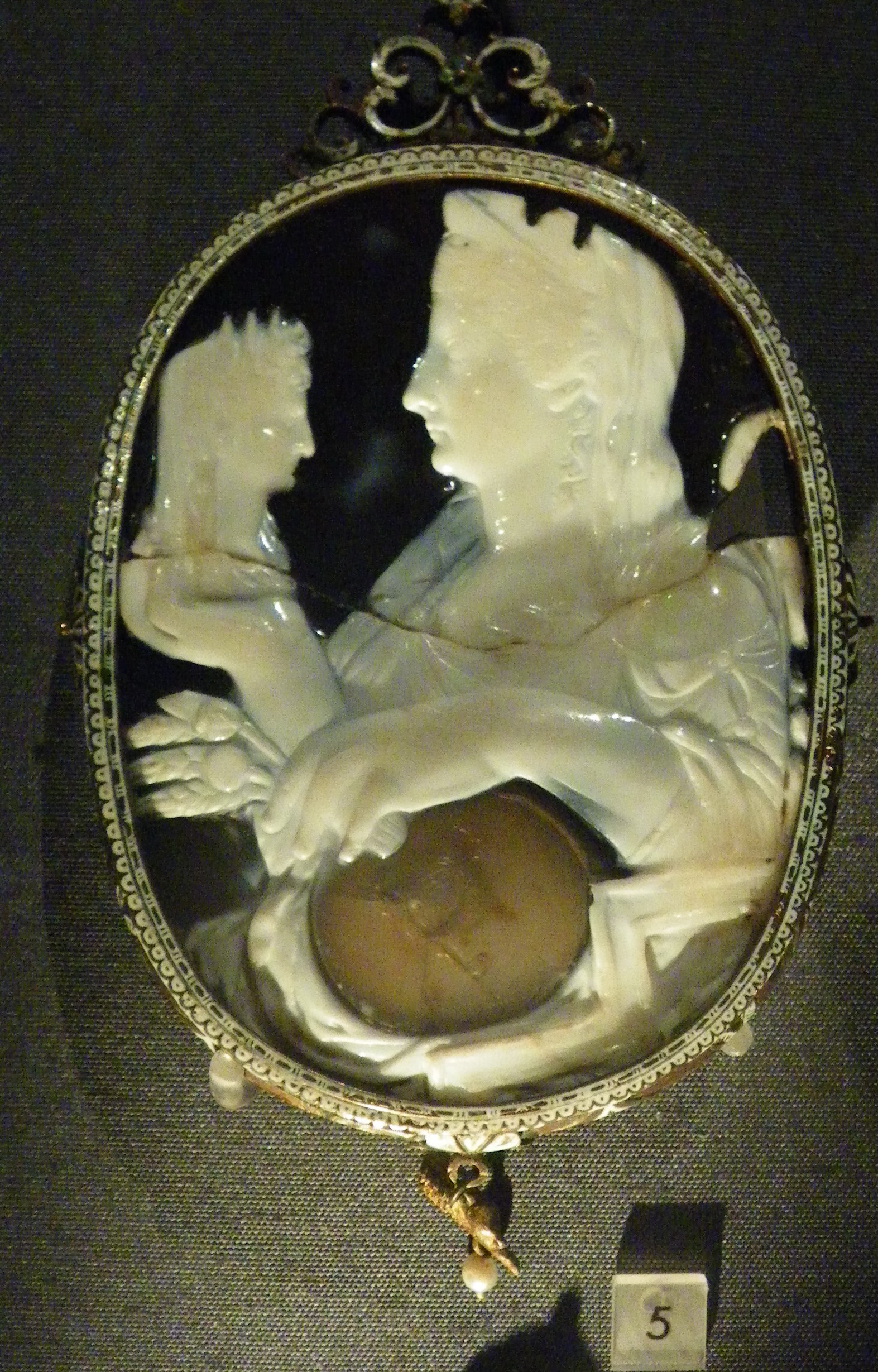
Livia mit der Büste des Divus Augustus; Cameo aus Sardonyx, unregelmäßig geschichtet, nach 14 n. Chr., Fassung aus dem 17. Jahrhundert in Gold und emailliert

Das Manko gleichen Gemmen aus, die privat in Auftrag gegeben wurden. Eine geschnittene Steingemme mit erhaben gearbeiteter Darstellung aus der Zeit 14–29 n. Chr., jetzt Kunsthistorisches Museum Wien, hat Livia als Priesterin des Divus Augustus verewigt: Das Bild der Gemme zeigt sie mit Attributen der Göttin Ceres (Ährenbündel und Mohn) und der großen orientalischen Muttergottheit Kybele (Mauerkrone), der Magna Mater der Römer. Auf der rechten Hand hält sie den Porträtkopf des vergöttlichten Ehemanns. Livia wird hier mit zwei bedeutenden Muttergottheiten identifiziert.

### Die „Kaisermutter“: Livia alsIulia Augustain der Regierungszeit ihres Sohnes Tiberius (14 bis 29 n. Chr.)
Livia wurde auf Grund des Testamentes des Augustus etwa am 3. oder 4. September 14 n. Chr. in die julische Familie adoptiert und erhielt den Augusta-Titel. Ihr offizieller Name lautete fortan Iulia Augusta. Sie war die erste Frau, welche die weibliche Form des Ehrennamens Augustus führte. Nach der Adoption wurde die politisch-gesellschaftliche Sonderstellung, die Livia bereits als „Kaisergattin“ besessen hatte, zusätzlich durch die Auszeichnung als „Kaisermutter“ des neuen Princeps Tiberius aufgewertet. Das entsprach ganz und gar der dynastischen Absicht des Augustus. Doch wurde dieser Sonderstatus nie institutionalisiert und mit politischem Einfluss ausgestattet.
Kaiserin Livia und Kaiser Tiberius
Andererseits hatte sie schon zu Lebzeiten des Augustus im Osten des römischen Reiches göttliche Verehrung erhalten, die nach dessen Tod und ihrer Erhebung zur Augusta auch im Westen immer mehr um sich zu greifen begann. So wurde sie in Antequaria (Anticaria) in der südspanischen Provinz Baetica als genetrix orbis (= Gebärerin des Erdkreises) kultisch verehrt. Livia tat alles, um durch Ehrungen das Ansehen des vergöttlichten Augustus zu stärken. Der griechische Historiker Cassius Dio spricht in diesem Kontext von ihr als einer Autokratrix („Selbstherrscherin“), indem er den lateinischen Kaisertitel Imperator in das weibliche Geschlecht umwandelt und ins Griechische überträgt. Pontius Pilatus, der Präfekt von Iudaea, in dessen Amtszeit bekanntlich Jesus gekreuzigt wurde, ließ noch in Livias Todesjahr Münzen prägen, auf deren Vorderseite die Umschrift Tiberius Caesar zu lesen war und auf der Rückseite analog für Livia: Iolia Kaisaros, „Iulia (des) Caesar“. Die Formulierung zeigt, dass Kaiserin Livia als gleichrangig mit Kaiser Tiberius eingeschätzt wurde.
In der Tat drang Livia mit ihren Aktivitäten immer stärker aus dem privaten Bereich auch in den öffentlichen Raum vor. Den Höhepunkt ihrer Macht erreichte sie 22 n. Chr. Als Priesterin des Augustus weihte sie am 23. März jenes Jahres nach Auskunft des Festkalenders aus Praeneste beim Marcellustheater dem Divus Augustus ein Standbild: „Eine Statue für den vergöttlichten Augustus, den Vater, ließen Iulia Augusta und Ti(berius) Caesar am Theater des Marc[ellus] aufstellen.“ Der Eintrag in den Kalender beweist, dass es sich dabei nicht mehr um eine private Weihung handelte. Und er enthielt einen schweren Affront gegenüber Tiberius. Livia nutzte seine Abwesenheit von Rom aus und setzte ihren eigenen Namen vor den ihres Sohnes, des regierenden Princeps. Kein Wunder, dass Tiberius sehr verstimmt war; denn der Hierarchie des Kaiserhauses hätte jene Reihenfolge entsprochen, die ein Jahr später von den Städten der Provinz Asia korrekt eingehalten wurde. Sie beantragten durch ihren Provinziallandtag einen Tempel für Tiberius, seine Mutter (Livia) und die Gottheit des römischen Senats. Tiberius stimmte für diese Provinz seiner göttlichen Verehrung an erster und der seiner Mutter an zweiter Stelle zu.
Im Jahr 25 n. Chr. beantragte der Provinziallandtag der spanischen Provinz Hispania ulterior beim Senat, nach dem Vorbild der Provinz Asia einen Tempel für Tiberius und seine Mutter errichten zu dürfen. Als darüber im Senat beraten wurde, lehnte Tiberius mit einer Grundsatzrede den Antrag der Spanier ab. Dies begründete der Kaiser damit, dass seine Zustimmung zur Errichtung eines Tempels für ihn in der Provinz Asia nach dem Vorbild des Augustus nur eine Ausnahme gewesen sei. Er gehe davon aus, dass zwar die einmalige Annahme solcher Ehren Verständnis gefunden habe, „sich aber in allen Provinzen in Standbildern der Götter verehren zu lassen, ehrgeizig und überheblich sei.“ Keinem Senator wird die Kritik entgangen sein, die Tiberius, ohne ihren Namen ausdrücklich zu erwähnen, an seiner Mutter übte: In ihrem „Ehrgeiz“ fördere sie die Tendenz, flächendeckend im ganzen römischen Reich als Göttin verehrt zu werden. Es drängt sich der Eindruck auf, dass Tiberius zahlreiche weitere Anträge, ihm einen Kult einzurichten, abschlägig beschied, weil sie auch Livia einschlossen. Jedenfalls lehnte er in seiner Antwort an die Stadt Gytheion/Achaia, die ihm und Livia Götterbilder und Altäre bereitstellen wollte, dies für seine Person ab und merkte gleichzeitig sarkastisch an, Livia werde sich selbst entscheiden und äußern. Als man vorschlug, der Monat September solle nach ihm in Tiberius und der Monat Oktober nach Livia in Livius umbenannt werden, lehnte Tiberius erneut ab, um nicht eine Gleichrangigkeit mit seiner Mutter akzeptieren zu müssen. Sein Argument, das er auch sonst ständig im Munde führte, war, dass man „die Ehrungen für Frauen maßvoll begrenzen müsse“. Das entsprach seiner Denkart, da er auch für seine Person übermäßige Ehren ablehnte. Die Mehrheit der Forscher interpretiert die Quellen dahin, dass die herrschsüchtige Livia eine unerträgliche Last für die Regierungszeit des Tiberius dargestellt habe. Doch übersehen die genannten Autoren, welch großen Vorteil Tiberius besonders in den ersten zehn Jahren seiner Regierungszeit, als sein Prinzipat noch nicht gefestigt war und den Führungswechsel überstehen musste, von dem Ansehen Livias und ihrem geschickten Umgang mit alten und neuen Freunden der kaiserlichen Klientel bezog.
Da Schutz und die Hilfe des Patrons erst auf Bitten des Klienten aktiviert werden konnten, musste der Patron zugänglich sein, damit dieses System gegenseitiger Unterstützung funktionierte.
Augustus hatte aus gutem Grund seinem Adoptivsohn, dessen menschenscheues und abweisendes Wesen ihm gut bekannt war, die populäre Livia zur Seite gestellt. Nur durch sie konnte das wichtige System der Binnenbeziehungen zwischen Menschen, Parteiungen und dem Kaiserhaus weiterhin aufrechterhalten und so der noch labile Prinzipat des Tiberius gefestigt werden.
In zwei Stufen versuchte Tiberius die Macht seiner Mutter zu beschränken. Zunächst nahm er ihr „jeden Einfluss auf die öffentlichen Angelegenheiten, überließ ihr jedoch die Leitung der häuslichen Geschäfte“, wie Cassius Dio berichtet. Spätestens seit 26 n. Chr., als sich Tiberius auf Dauer nach Capri zurückzog und den Prätorianerpräfekten Seian mit der Verwaltung des römischen Reiches betraute, begann die zweite Etappe von Livias Entmachtung: Indem sich Tiberius dem Einfluss seiner Mutter entzog, wurde auch ihre Macht schwer erschüttert. Sueton analysiert diese Strategie wie folgt: „Weil er sich durch seine Mutter Livia eingeengt fühlte, da sie seiner Ansicht nach einen gleich großen Anteil an der Machtausübung (potentia) beanspruchte, vermied er ein häufiges Zusammentreffen mit ihr und längere Gespräche unter vier Augen, damit es nicht so aussehe, als werde er durch ihre Ratschläge regiert“.
Livias Tod 29 n. Chr.
Als Livia drei Jahre später im Alter von 86 Jahren in Rom starb und im Augustusmausoleum beigesetzt wurde, weigerte sich Tiberius, Capri zu verlassen und an der öffentlichen Bestattung teilzunehmen. So tief ging der Bruch zwischen Mutter und Sohn, dass Tiberius sogar die offizielle Erhöhung Livias zur Gottheit, die der Senat vorgeschlagen hatte, verweigerte. Suetons Schilderung lässt sich kaum noch an Dramatik überbieten:
„Jedenfalls hat er seine Mutter während der ganzen drei Jahre, die sie nach seinem Weggang noch lebte, nur einmal an einem Tag und auch da nur für sehr wenige Stunden gesehen. Als sie bald darauf erkrankte, machte er sich nicht die Mühe, sie zu besuchen. Und als sie dann gestorben war, nährte er die Hoffnung, er werde kommen, verbot dann aber, als ihr Leichnam, durch mehrtägige Verzögerung entstellt und in Verwesung übergegangen, schließlich beigesetzt worden war, ihre Erhebung zur Gottheit.“

### Diva Augusta: Livias langer Weg zur Vergottung durch ihren Enkel Kaiser Claudius (17. Januar 42 n. Chr.)

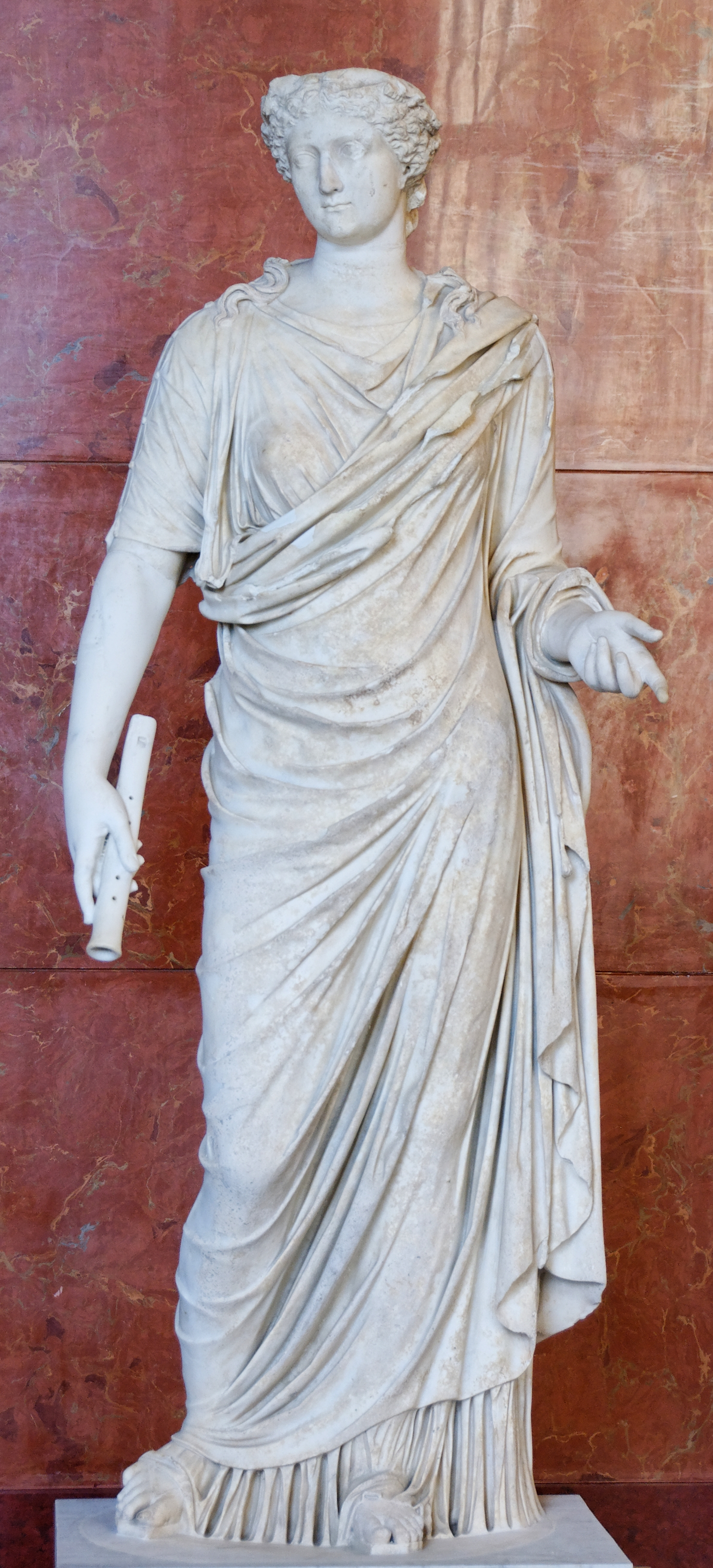
Der Marmorkopf der Livia Drusilla als Diva Augusta aus der Zeit nach 42 n. Chr. wurde im 18. Jahrhundert auf eine andere römische Marmorstatue gesetzt; Überlebensgroße Statue, heute im Louvre in Paris

Erst Claudius, Enkel des Tiberius C. Nero und der Livia, dritter Kaiser nach Augustus, ließ ihr knapp ein Jahr nach seinem Herrschaftsantritt am 17. Januar 42 n. Chr. göttliche Ehren zuerkennen. Nur über seine Großmutter Livia war Claudius mit Augustus verbunden. Mit der offiziellen Vergottung Livias konnte er, der als erster Princeps nicht Sohn oder Enkel eines vergöttlichten Herrschers war, an der sakralen Weihe des Kaiserhauses Anteil gewinnen. Mit Absicht legte er daher den Termin für diesen Staatsakt auf den offiziellen Hochzeitstag von Livia und Augustus. Er ließ aus diesem Anlass Münzen prägen mit der Umschrift: Divus Augustus – Diva Augusta und stellte Livia damit dezidiert an die Seite ihres Gatten und ersten Kaisers. Dementsprechend lautete der offizielle Name des Tempels, in dem die Kultbilder des Kaiserpaares untergebracht waren, templum Divi Augusti und Divae Augustae („Tempel des vergöttlichten Augustus und der vergöttlichten Augusta“). Er ordnete ferner an, dass künftig der Opferdienst für sie durch die Vestalinnen verrichtet werden und die Frauen bei ihrem Namen schwören sollten. Livia wurde folglich mit der Göttin Vesta identifiziert, die sie bereits zu Lebzeiten auf einer Inschrift von Lampsakos verkörpert hatte.
Außerdem wurden Livia am Tag ihrer Vergöttlichung als weitere Ehrung beim Circusumzug ein von Elefanten gezogener Wagen, so wie Augustus einen besaß, zugebilligt. Elefanten zu besitzen, war ein Vorrecht nur der Kaiser. Die Dickhäuter wurden dressiert und in einem Gehege zwischen Laurentum und Ardea gehalten. Sie wurden bei Triumphzügen und Circusspielen verwendet. Im vorliegenden Fall fuhren die Standbilder von Augustus und Livia auf einem von Elefanten gezogenen jeweils gleichartigen Wagen in den Circus.
Zur Diva Augusta erhöht, hatte Livia postum die größtmögliche Ehrung erreicht und war ihrem ebenso vergotteten Gatten Augustus nunmehr völlig gleichgestellt. Als Göttin war Livia nicht mehr nur Tochter, Ehefrau oder Mutter, sondern erlangte endlich einen eigenen Status.

## Historische Bedeutung Livias

### Livia, die erste und bedeutendste Kaiserfrau im römischen Weltreich
Als Livia Drusilla – vermutlich im Oktober 38 v. Chr. – den Triumvirn C. Caesar heiratete, trat sie aus dem Schatten der Zweitrangigkeit als Frau des Tiberius Claudius Nero. Als Gattin des nach Antonius zweitmächtigsten Mannes im Staat rückte sie ins Zentrum der militärischen und politischen Auseinandersetzungen jener Zeit. Der Aufstieg des jungen Caesar Oktavian vom Triumvirn zum Princeps und damit mächtigsten Mann des römischen Reiches war auch ihr eigener. Dass die Ehe 52 Jahre bis zum natürlichen Tode des Augustus halten sollte, ist für die damalige Zeit außergewöhnlich, denn in den aristokratischen Kreisen wurden Ehen meist nicht auf Lebenszeit geschlossen, sondern waren ein bewährtes Mittel, um kurzlebige politische Bündnisse personal abzusichern. Die lange Dauer der Ehe ist umso bemerkenswerter, als Livia Augustus’ Wunsch nach einem Kind wegen einer mit schweren Komplikationen verbundenen Frühgeburt nicht erfüllen konnte. So muss bei allen politischen Motiven der Eheschließung auch gegenseitige Liebe und tiefer Respekt im Spiel gewesen sein. Zeitlebens war Livia auf ihren guten Ruf als Ehefrau und vorbildliche Mutter bedacht. Im Rahmen der augusteischen Propaganda der wiederhergestellten Republik wirkte sie seit 27 v. Chr. geradezu als lebende Inkarnation gesellschaftlicher und moralischer Erneuerung. Augustus würdigte diese Rolle durch Ehrungen, vor allem 9 v. Chr., und räumte ihr politischen Einfluss ein, denn er pflegte wichtige Fragen der Politik mit ihr zu besprechen und ihren Rat einzuholen. Wenn Kaiser Caligula später Livia Odysseus im Unterrock titulierte, so setzt das ein außergewöhnliches Maß an politischen und geistigen Fähigkeiten bei ihr voraus. Livia behielt auch in kritischen Situationen einen kühlen Kopf, wo Augustus bisweilen hitzig reagierte. Sie scheint ein reiner Verstandesmensch gewesen zu sein, was Kaiser Caligula, den Nachfolger des Tiberius, zu seinem bissigen Bonmot veranlasste.

### Antike Beurteilung
Livia, Gattin des ersten römischen Kaisers Augustus und Mutter seines Nachfolgers Tiberius, war die erste und wohl bedeutendste Kaiserin Roms. Dennoch haben die antiken Autoren von keiner anderen Frau aus den Familien der aristokratischen Elite Roms ein so widersprüchliches und zwiespältiges Bild gezeichnet wie von ihr: Das Urteil schwankt zwischen zwei Polen, die gegensätzlicher nicht sein können: skrupellose Intrigantin und Machtpolitikerin, die auch vor Giftmord nicht zurückschreckt. Oder: Verkörperung des Ideals der vorbildlichen Gattin und stets um das Wohl ihrer leiblichen Kinder wie Stiefkinder bemühten (Stief-)Mutter. Das negative Bild geht vor allem auf den Geschichtsschreiber Cornelius Tacitus zurück, der auch dem Prinzipat des Augustus kritisch gegenüberstand (siehe auch Senatorische Geschichtsschreibung). Es findet sich in Spuren aber auch bei Cassius Dio und dem römischen Kaiserbiographen Gaius Suetonius Tranquillus. Das positive Urteil über Livias Leben vermitteln vor allem die Quellen der augusteischen Zeit. Es wirkt bruchstückhaft noch in die spätere Überlieferung des Cassius Dio und Sueton hinein.

### Forschungsgeschichte
Durch die ambivalente Quellenlage pendeln die Urteile der modernen Forschung über Livia im gleichen Maße zwischen diesen beiden Polen: So reihte sie der Sachbuchautor Helmut Werner in seinem Werk: Tyranninnen. Grausame Frauen der Weltgeschichte 2005 in die Galerie jener Frauengestalten ein, die durch ihre Blutrünstigkeit und Machtbesessenheit Geschichte schrieben. Zur gleichen Zeit hat der Dramatiker Rolf Hochhuth in seiner historischen Erzählung: Livia und Julia. Demontage der Geschichtsschreibung Livia als (Gift-)Mörderin an sieben potentiellen Nachfolgern ihres Gatten zu entlarven versucht. Sie habe nie das Ziel aus den Augen verloren, ihren nach dem Tod des Drusus nunmehr einzigen leiblichen Sohn Tiberius gegen die leiblichen Erben des Augustus als Nachfolger durchzusetzen. Hochhuth machte Octavian statt Claudius Nero zum Vater von Livias zweitem Sohn Drusus und folgerte: Livia habe sich mit ihrem ersten Ehemann Claudius Nero abgesprochen, sich zu Octavian ins Bett zu legen und von ihm schwängern zu lassen; denn sie hätten konspirativ den Plan gefasst, an „Octavian Rache zu nehmen, an den Mördern ihres Vaters, indem sie dessen Enkel Tiberius an den Enkeln des Kaisers vorbei den Weg zum Thron freimacht....frei mordet“. Nach Hochhuth war Livia der düstere Racheengel ihres Ehemanns Claudius Nero – dazu ausersehen, die leiblichen Erben des Augustus zu vernichten.
Zu der Verbreitung der negativen Beurteilung trug Robert Graves in seiner fiktiven Autobiographie des Kaisers Claudius bei. Graves hat die Charakteristik Livias für mehrere Generationen regelrecht auf die Rolle der Giftmörderin und vom Ehrgeiz zerfressenen Potentatin zementiert, in deren Händen die wahre Macht der res publica restituta zusammenläuft: „Augustus herrschte über die Welt, aber Livia herrschte über Augustus.“ In die gleiche Richtung weist das negative Urteil von Golo Mann. Er charakterisierte sie als „die ewige Stiefmutter, den Blick auf ihren großen Hätschelhans Tiberius gerichtet, ohne Liebe und Gnade für ihre Stiefkinder.“
Der renommierte englische Althistoriker Sir Ronald Syme übertrug in seinen Standardwerk zur Römischen Revolution seine fast schon persönliche Abneigung gegen den ersten Princeps auf dessen dritte Ehefrau und degradierte sie zu einer befehlsgewohnten Karrieremacherin, die mit Hilfe einer eng gefassten Clique den Staat regiert und deren ehrbares öffentliches Auftreten in größtmöglichem Widerspruch zu ihren geheimen Aktivitäten gestanden haben soll. Vor dieser furchteinflößenden Frau gab es für Augustus kein Entkommen, so der englische Althistoriker. Syme lieferte bei seiner Einschätzung wohl die einprägsamste Analyse der Verbindung zwischen Livia und Octavian im Jahr 39 v. Chr. „Die Ehe mit Livia Drusilla war ein politisches Bündnis mit den Claudiern, wenn auch nicht dies allein. Die kalte Schönheit mit den schmalen Lippen, der dünnen Nase und dem entschlossenen Blick hatte in vollem Maße die politischen Fähigkeiten zweier Häuser geerbt, der Claudii und der Livii, die in Rom über Macht aus eigenem Recht verfügten. Sie beutete ihre Klugheit zu ihrem eigenen und ihrer Familie Vorteil aus. Augustus unterließ es nie, ihren Rat in Staatsgeschäften einzuholen. Es lohnte sich, ihn zu haben, und sie verriet nie ein Geheimnis.“
Anderseits wurden schon früh günstige Urteile über Livia gefällt. Ein positives Liviabild entwickelte bereits Joseph Aschbach 1864: „Livia wußte sich allmählich mit dem ganzen Geiste seiner (Augustus’) Politik und Regierung so innig vertraut zu machen, dass er in ihr den lebendigen Ausdruck von dem, was er selbst wollte und erstrebte, erkannte und der geistige Verkehr mit ihr ihm unentbehrlich ward.“
Im gleichen Tenor urteilte Jochen Bleicken in seiner Augustusbiographie von 1998, wenn er Livia als mustergültige Ehefrau und Mutter ihrer eigenen und der ihr anvertrauten fremden Kinder charakterisiert und wörtlich fortfährt: „Sie hatte dieselbe Fähigkeit zur Durchsetzung und dieselbe Konsequenz in der Praxis des Alltagslebens wie Augustus in der Politik … Augustus und Livia scheinen als Ehepartner in einer über 50jährigen Ehe durch gegenseitige Achtung und Anpassung einander ähnlicher geworden zu sein. Wir wissen von keinem schweren Zerwürfnis, wozu gewiß nicht zuletzt die sittenstrenge Haltung Livias beigetragen hat, die sich nicht erlaubte, was sie dem Gatten nachsah.“
Angesichts dieser widersprüchlichen Quellenlage und der davon abhängigen Rezeption in der Moderne ist es unmöglich, eine Biographie Livias zu schreiben, die der Wirklichkeit entspricht. Es fehlen völlig Selbstzeugnisse Livias, die einen Einblick in ihre eigene Gedankenwelt geben und es gestatten würden, neben der äußeren Geschichte ihrer politischen und gesellschaftlichen Rolle auch ihre innere geistige und moralische Entwicklung zu berücksichtigen. Fast das gesamte Material über Livia stammt aus historiographischen Texten, die von Männern verfasst wurden und ganz unterschiedliche Konzepte über das Ideal weiblichen Lebens und die öffentliche Rolle von Frauen widerspiegeln. Oftmals zielen ihre Darstellungen über Livia gar nicht wirklich auf sie als Frau, sondern benutzen sie als Medium, um indirekt über den Princeps und den Prinzipat ein Urteil zu fällen. Es ist daher äußerst schwer, Realität und Fiktion voneinander zu trennen.
Zuletzt hat daher die Alt- und Kulturhistorikerin Christiane Kunst in der neuesten Biographie zu Livia von 2008 „Das Leben der öffentlich sichtbaren oder, anders gesagt, der für die Öffentlichkeit sichtbar gemachten Person fast ausnahmslos als Livias Leben“ dargestellt. Mit Verweis auf die schwierige Quellensituation und -armut schreibt Kunst eine Geschichte Livias eingebettet in eine kulturgeschichtliche Analyse des Frauenbildes dieser Epoche.

### Ursachen für Livias „gebrochene“ Biographie in den antiken Quellen und der modernen Rezeption
Das positive Urteil über Livia, das die zeitgenössische Überlieferung prägte, schlug in der nachaugusteischen Geschichtsschreibung, vor allem bei Tacitus, in das entgegengesetzte Bild einer skrupellosen Machtpolitikerin und Giftmörderin um. Das Faszinosum dieser Frauengestalt reicht bis in die Gegenwart. Es wurde 1973 von Golo Mann, 2005 von Helmut Werner und dem Dramatiker Rolf Hochhuth rezipiert.
Livia stand bis zu ihrem Tod 29 n. Chr. im Zentrum der Macht des römischen Reiches: die ersten Jahre als Ehefrau des Triumvirn Octavian, dann an der Seite des 30 v. Chr. zur Alleinherrschaft gelangten Princeps Augustus und schließlich als Mutter des zweiten Herrschers, ihres Sohnes Tiberius. Es waren ihre direkten Nachkommen, die sämtliche Herrscher der julisch-claudischen Dynastie stellten und zum Teil noch in ihrem Haushalt aufgewachsen waren. Einer von ihnen, ihr Enkel Claudius und vierter Princeps, ließ sie zur Göttin erheben, um auf diese Weise seine Verbundenheit mit dem ebenfalls vergöttlichten Augustus zum Ausdruck zu bringen und seine Herrschaft dynastisch zu legitimieren.
Augustus war der Schöpfer des Prinzipats, der die Alleinherrschaft eines alle anderen an Charisma und sozialer Ansehensmacht überragenden Princeps mit republikanischen Traditionen und Rechtsformen verband. Die Koppelung von Tradition und Innovation sollte den Prinzipat den alten aristokratischen Eliten und dem Volk erträglich machen. Das war ein langfristiges Vorhaben, das auch nach dem Tod des Augustus 14 n. Chr. noch nicht abgeschlossen war. Livia stand während ihrer ganzen Ehe mit Augustus im Zentrum dieser politischen Entwicklung. An ihrer Person entwickelte sich die Definition der künftigen Rolle der Kaisergattin in Rom. Nach dem Tod des Augustus trat sie als Mutter des Nachfolgers für 15 Jahre noch stärker ins Rampenlicht der Politik. Den Höhepunkt ihrer Macht erreichte sie um 22 n. Chr. Das führte in den folgenden Jahren bis zu ihrem Tod zu Konflikten zwischen Mutter und Sohn, nicht zuletzt, weil auch die Position der Kaiserwitwe und Kaisermutter im frühen Prinzipat noch nicht geklärt war. Das war alles in allem ein äußerst brisantes politisches Problem; denn in der Verfassungswirklichkeit war der Prinzipat eine Militärmonarchie, in der Verfassungsform und Rechtstheorie aber beharrten Augustus und auch Tiberius darauf, dass die Republik wiederhergestellt sei. Da war kein Platz für die Existenz einer Kaiserin, weder in Gestalt der Kaisergattin noch jener der Kaisermutter; denn beide Funktionen hätten den dynastisch-monarchischen Charakter des Prinzipats enthüllt. In krassem Gegensatz zu dieser offiziellen Politik, die faktische Position des Herrschers hinter einer republikanischen Fassade zu verhüllen, stand nun das Bemühen des Augustus, seinem Prinzipat dennoch eine dynastische Erbfolge zu implantieren. Man kann an den öffentlichen Ehrenbeschlüssen des Augustus für seine Frau einen wichtigen Tatbestand ablesen: Livias staatspolitische Bedeutung stieg in dem Maße, in dem es immer wahrscheinlicher wurde, dass der älteren claudischen Linie, die keine Blutsverwandtschaft mit Augustus für sich beanspruchen konnte, die Nachfolge im Prinzipat zufallen würde. So bestand Livias alle anderen Frauen überragende politische Funktion in Propaganda und Selbstdarstellung des frühen Prinzipats vor allem darin, dass sie die dynastische Legitimation des neuen Herrschaftssystems verkörperte.
In den Ehrungen der Jahre 35 v. Chr. und vor allem 9 v. Chr. honorierte Augustus einerseits Livias Verdienste, weil sie ganz im Sinne seiner Sitten- und Ehegesetzgebung das republikanische Ideal der altrömischen aristokratischen Ehefrau und Mutter vorlebte. Wenn er aber im gleichen Jahr die Ara Pacis und das Solarium Augusti im Nordteil des Campus Martius am Geburtstag Livias, dem 30. Januar, weihte, so galt diese Ehrung Livia als Trägerin der dynastischen Legitimation der Monarchie. Livia als lebende Inkarnation traditioneller Werte und Moralvorstellungen der wiederhergestellten Republik und die gleiche Livia als Verkörperung dynastisch-monarchischer Bestrebungen – das enthüllt den unauflösbaren Widerspruch ihrer öffentlichen Position und musste zwangsläufig zu einer „gebrochenen“ Biographie führen; denn je größer vor allem in der Zeit nach dem Tod des Augustus ihre Bedeutung als Trägerin der dynastische Legitimation eines monarchischen Systems wurde, umso mehr wurde sie Zielscheibe der antimonarchischen Geschichtsschreibung und als machtbesessene Intrigantin und Giftmörderin diffamiert. Nach dem Grundsatz: Viel Feind, viel Ehr bestätigt das negative Liviabild der nachaugusteischen Geschichtsschreibung eher das positive der augusteischen Zeit, anstatt es zu widerlegen: Livia war und bleibt die erste und bedeutendste aller römischen Kaiserinnen. Ihre bis heute auch in zahlreichen Statuen, Münzen und Inschriften nachwirkende weltgeschichtliche Bedeutung besteht darin, dass sie dem frühen Prinzipat auch ein weibliches Gesicht verlieh und einen wesentlichen Beitrag zur Festigung des von Augustus begründeten Prinzipats leistete.